# Biomolekulares Kondensat
Biomolekulare Kondensate sind zelluläre Strukturen aus Makromolekülen, die wie klassische Organellen als abgegrenzte Reaktionsräume wirken, aber nicht durch Membranen, sondern durch Entmischung von der flüssigen Umgebung entstehen.

## Prinzip
Die Entmischung eines flüssigen biomolekularen Kondensats von der flüssigen Umgebung wie zum Beispiel dem Zytoplasma, wird als Liquid-Liquid Phase Separation (LLPS) bezeichnet. Das flüssige Kondensat wird in der Regel durch multivalente Interaktionen von Makromolekülen (Proteine und Nukleinsäuren) stabilisiert. An diesen Interaktionen sind häufig intrinsisch ungeordnete Proteindomänen beteiligt. Je nach Stärke und Dichte dieser Interaktionen können Kondensate verschiedene interne Dynamiken aufweisen.
Das Grundgerüst eines Biomolekularen Kondensats, welches die Entmischung stabilisiert, kann aus wenigen Makromolekülen entstehen. Theoretisch ist dafür nur eine Art von Protein notwendig, das mit mehreren Domänen schwach mit anderen Protein-Molekülen interagieren kann. Damit in biomolekularen Kondensaten distinkte Reaktionsräume entstehen, können spezifische Interaktionsdomänen aus dem Grundgerüst weitere Faktoren wie Proteine und organische Moleküle rekrutieren.
Das lokale Aufkonzentrieren von Proteinen und anderen Molekülen ist auch das Prinzip klassischer membrangebundener Organellen: biochemische Reaktionen können schneller ablaufen, wenn die durchschnittliche Diffussionszeit vom Edukt zum umsetzenden Enzym verringert wird. Das kann durch lokal erhöhte Konzentrationen von Edukt und Enzym gewährleistet werden. Außerdem bietet die Kompartmentalisierung des Stoffwechsels in verschiedene Reaktionsräume die Möglichkeit, gegenläufige Reaktionspfade räumlich getrennt in derselben Zelle unterzubringen. Eine weitere vorgeschlagene Funktion ist die Sequestrierung von Molekülen in Kondensaten, um Reaktionen in der flüssigen Umgebung zu inhibieren oder deren Konzentration zu puffern.

## Untersuchung
Um biomolekulare Kondensate zu charakterisieren, können unter anderem fluoreszenzmikroskopische Methoden verwendet werden. Durch ein Fusionsprotein aus einem Protein, das als Bestandteil eines biomolekularen Kondensats vermutet wird, und einem fluoreszierenden Marker kann das Kondensat visualisiert werden. Flüssige Kondensate können dadurch identifiziert werden, dass sie in Zeitreihen-Aufnahmen teilweise miteinander fusionieren und dann wegen der Oberflächenspannung in größere, sphärische Kondensate relaxieren.
Eine Methode, mit der man die Dynamik eines Kondensats quantifizieren kann, ist FRAP (Fluorescence Recovery After Photobleaching). Durch hohe Laser-Intensitäten wird ein Teil der fluoreszierenden Marker im Kondensat gebleicht. In einem flüssigen Kondensat wird der gebleichte Bereich mit der Zeit wieder heller fluoreszieren, da Fluorophore innerhalb des Kondensats dynamisch sind und unbeschädigte Fluorophore in die gebleichte Region diffundieren. Außerdem kann die totale Fluoreszenz des Kondensats wiederhergestellt werden, wenn ein konstanter Austausch von Fluorophoren mit der flüssigen Umgebung stattfindet.

## Beispiele

### Nucleolus
Das erste beschrieben phasenseparierte Organell ist der Nucleolus (oder Kernkörperchen). Der Nucleolus ist ein Ort der Biogenese von Ribosomen und ist in weitere Subkompartimente unterteilt. In dem Inneren (dense fibrillar component, DFC) wird rRNA synthetisiert, prozessiert und modifiziert und in der Peripherie (granular component, GC) werden rRNAs mit ribosomalen Proteinen zu rRNPs zusammengeführt. Mehrere Nucleoli können zu größeren sphärischen Nucleoli fusionieren. DFC-Proteine wie FBL haben große ungeordnete Domänen, was multivalente Interaktionen mit anderen FBL-Molekülen sowie rRNA ermöglicht. GC-Proteine wie NPM1 haben Oligomerisations-Domänen. Sowohl FBL als auch NPM1 entmischen sich als flüssige Kondensate in vitro.

## Klinische Relevanz
Ein Modell für die Entstehung vieler neurodegenerativer Erkrankungen ist die Bildung von Proteinaggregaten. Aggregate sind im Gegensatz zu biomolekularen Kondensaten feste, irreversible Strukturen, die keine funktionalen Reaktionsräume darstellen. Die Ähnlichkeit besteht darin, dass beide Strukturen auf intermolekularen Wechselwirkungen von Makromolekülen basieren. Die pathologischen neurofibrillären Aggregationen von Tau-Proteinen verursacht Tauopathien wie Alzheimer. Unter nicht-pathologischen Bedingungen ist Tau als Regulator des Zytoskellets in flüssigen Kondensaten organisiert. Ein Modell für die Entstehung der Aggregate ist, dass es sich bei ihnen um aberrante oder dysregulierte biomolekulare Kondensate handelt.